# Видуссо, Карло
Карло Видуссо (итал. Carlo Vidusso; 10 февраля 1911, Талькауано, Чили — 9 августа 1978, Милан) — итальянский пианист и музыкальный педагог.
Первоначально учился в Буэнос-Айресе у Эрнесто Дрангоша, затем переехал в Италию и поступил в Миланскую консерваторию (класс Карло Лонати), изучал также и композицию (у Ренцо Босси и Джулио Чезаре Парибени). В 14-летнем возрасте дебютировал с концертом на радио, в 20 лет начал концертную деятельность в Италии и Европе. В послевоенные годы участник Итальянского трио с Альберто Польтроньери и Бенедетто Мадзакурати. Выступал до 1953 года, когда повреждение пальца заставило его целиком переключиться на преподавательскую работу.
Учеником Видуссо был, в частности, Маурицио Поллини, вместе с которым они дали серию концертов с исполнением всех произведений Фридерика Шопена (ученику было 14 лет).